# Клоуни-вбивці з космосу
«Клоуни-вбивці з космосу» (англ. Killer Klowns from Outer Space) — американський науково-фантастичний комедійний фільм жахів 1988 року, написаний, зрежисований і спродюсований братами Чіодо з Грантом Крамером, Сюзанною Снайдер, Джоном Алленом Нельсоном і Джоном Верноном у головних ролях. Це єдиний фільм, написаний і зрежисований братами Чіодо, які також створили практичні ефекти і грим. У фільмі йдеться про зловісних інопланетян, схожих на клоунів, які прибувають на Землю й вторгаються в маленьке містечко, щоб захопити його мешканців і перетворити їх на поживу.

## Сюжет
Недалеко від містечка Кресент-Коув Майк Тобакко та його дівчина Деббі Стоун проводять час на місцевій "алеї закоханих", коли помічають дивний сяючий об'єкт, що падає на Землю. Тим часом фермер Джин Грін, вважаючи, що це комета Галлея, вирушає до лісу, щоб знайти місце падіння. Він натрапляє на величезну споруду, схожу на цирковий намет, де його разом із собакою захоплюють прибульці, схожі на клоунів. Прибувши, щоб дослідити ситуацію, Майк і Деббі входять до цієї споруди й виявляють складний інтер'єр із химерними кімнатами, поступово усвідомлюючи, що це і є той об'єкт — космічний корабель. Вони знаходять Джина, вкритого желеподібною субстанцією, заточеного в кокон, схожий на цукрову вату, і раптом пару помічає Клоун, який стріляє в них попкорном з бластероподібної зброї, а потім починає їх переслідувати разом із іншим Клоуном, який використовує розумного собаку з повітряних кульок.
Ледве втікши до місцевого поліцейського відділку, вони повідомляють про інцидент одному з офіцерів, колишньому хлопцю Деббі, Дейву Хансену, та його буркотливому партнеру, Кьортісу Муні. Майк приводить Дейва на місце приземлення корабля, але знаходить лише величезний кратер, що залишився на його місці, через що Дейв арештовує Майка за вигадану історію. Далі вони їдуть на "алею закоханих", де виявляють її порожньою, а одну з машин — заповненою субстанцією кокона, що доводить існування Клоунів і невинуватість Дейва. Тим часом Клоуни починають захоплювати мешканців містечка, заточуючи їх у кокони за допомогою балстерів. Деякі з них влаштовують розіграші та пародійні циркові виступи, які призводять до загибелі глядачів.
Майк і Дейв стають свідками того, як один із Клоунів за допомогою вистави у дусі театру тіней зменшує натовп людей на автобусній зупинці, а потім скидає їх у мішок із попкорном. В свою чергу попкорн виявляється личинковою формою цих прибульців. Тим часом у поліцейському відділку з'являється ще один Клоун, якого Муні заарештовує, думаючи, що це підліток, що розігрує його. Дейв повертається до відділку й виявляє, що Клоун використовує тепер уже мертвого Муні як ляльку для черевомовця. Дейв стріляє у крихкий червоний ніс прибульця, від чого той починає дико кружляти і розлітається на конфеті, розбиваючись на друзки.
Майк зустрічається зі своїми друзями, братами Річем і Полом Теренці, та, використовуючи гучномовець на вантажівці з морозивом, вони їздять містом, намагаючись попередити людей про Клоунів. У домі Деббі деякі з личинок-попкорнів, з якими вона і Майк раніше зіткнулися, перетворюються на молодих Клоунів і нападають на неї. Під час спроби втечі дівчину перехоплюють інші Клоуни та заточують у велетенську повітряну кулю. Майк, брати Теренці та Дейв стають свідками її викрадення й кидаються навздогін, переслідуючи Клоунів до місцевого парку розваг, куди ті перемістили свій корабель. Діставшись бази, Клоунів зупиняє місцевий охоронець, якого прибульці розплавлюють, закидавши пирогами. Пройшовши через будинок страхів, брати Теренці губляться. Тим часом Дейв і Майк заходять до корабля, де бачать Клоуна, який за допомогою довгої соломинки чудернадської форми п’є кров із коконованої жертви. Вони рятують Деббі і тікають углиб корабля.
Трійця опиняється в оточенні легіону Клоунів, але брати Теренці з'являються на своїй вантажівці з морозивом і намагаються відволікти прибульців за допомогою гучномовця. Незабаром з’являється їхній гігантський лідер Джоджо Клоунзілла, який руйнує вантажівку. Дейв створює відволікаючий маневр, поки Майк і Деббі втікають, перед тим як корабель починає злітати. Дейв використовує свій поліцейський значок, щоб пробити ніс Джоджо, знищуючи його, що призводить до руйнування всього корабля. Потім з неба падає автомобіль Клоунів, і з нього виходять Дейв та брати Теренці, які дивом вижили, сховавшись у морозильній камері вантажівки перед її знищенням.
Поки Дейв і його друзі спостерігають за феєрверком, спричиненим руйнуванням корабля, з неба падають пироги і приземляються на їхні обличчя.

## Акторський склад
| Актор              | Роль         |
| ------------------ | ------------ |
| Грант Крамер       | Майк Тобакко |
| Сюзанна Снайдер    | Деббі Стоун  |
| Джон Аллен Нельсон | Дейв Хенсен  |
| Сюзанна Снайдер    | Кьортіс Муні |
| Майкл С. Сіґел     | Річ Теренці  |
| Пітер Лікассі      | Пол Теренці  |
| Роял Дано          | Джин Грін    |

## Виробництво

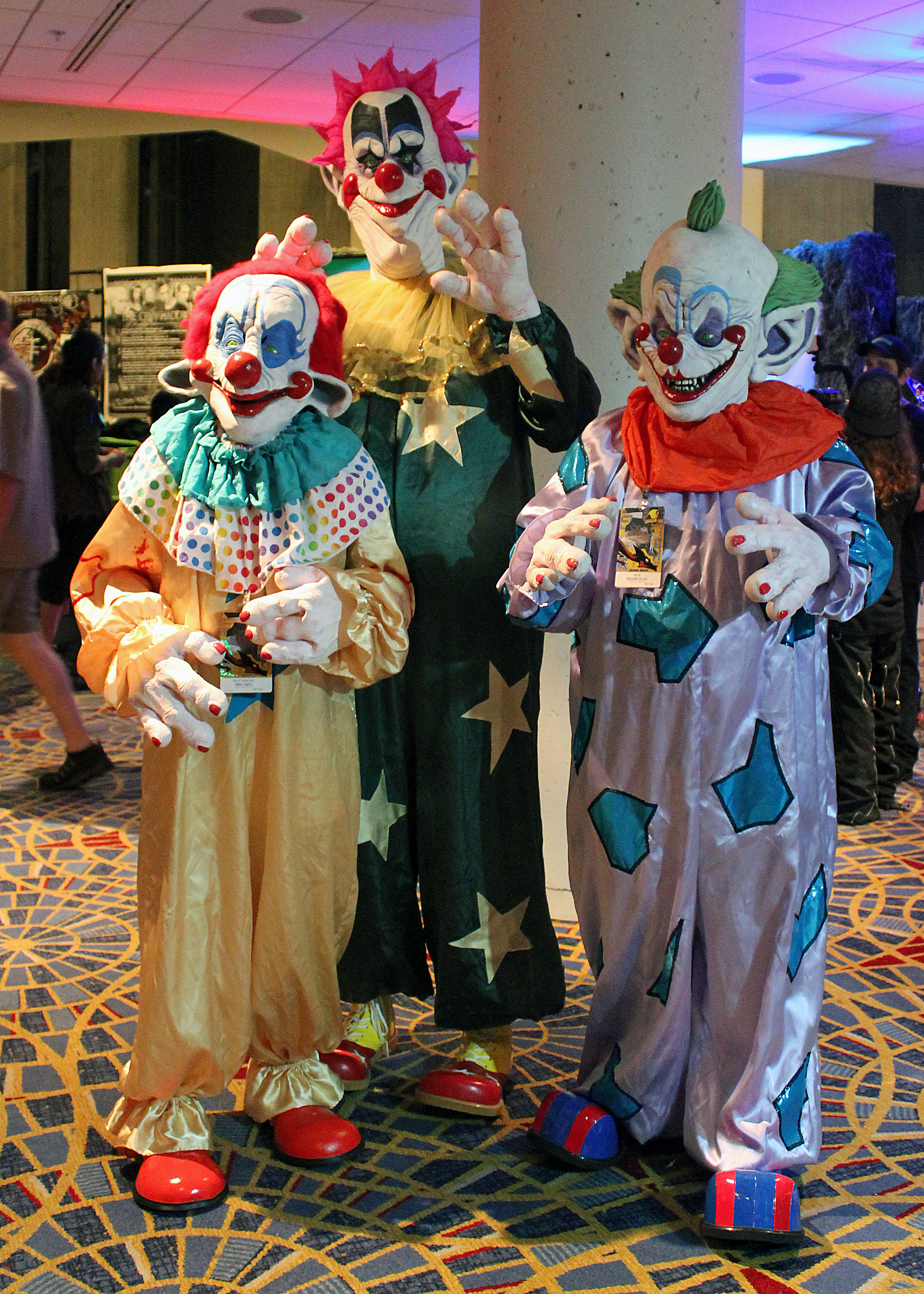
Косплеєри в образах клоунів-вбивць з космосу на Dragon Con 2014.

Оригінальна назва фільму була просто «Клоуни-вбивці», але пізніше було додано «з космосу», щоб глядачі не подумали, що це слешер. Зйомки проходили в місті Вотсонвілл і на набережній Санта-Крус-Біч. Цей фільм став першою роллю Крістофера Тітуса в кіно. Зброя, що стріляє попкорном, яку використовує один із Клоунів, була найдорожчим реквізитом у виробництві, коштувала сім тисяч доларів і потребувала шести тижнів на створення, адже містила компресор, який дозволяв насправді вистрілювати попкорном. Щоб ноги повітряної кульки-собаки не лопнули на вкритому сосновими голками ґрунті, їх покрили латексом.
Хоча брати Чіодо були добре відомі як майстри спеціальних ефектів, більшу частину роботи зі спецефектів виконували інші художники, що дозволило братам більше зосередитися на своїх виробничих обов'язках. Однак брати особисто побудували мініатюрну декорацію для сцени з Клоунзіллою.
Більшість транспортних засобів, використаних у фільмі, були орендовані, а тому не могли бути пошкоджені. Дві машини були випадково пошкоджені: одну зіштовхнули з мосту, хоча вона мала проїхати лише невелику відстань, а джип, наповнений речовиною з коконів цукрової вати, потребував ремонту вартістю три тисячі доларів після того, як розчинник, що містився в матеріалі, пошкодив інтер'єр.
Брати Чіодо хотіли запросити коміка Супі Сейлза на роль охоронця місцевого парку розваг, вбитого пирогами Клоунів, оскільки він був відомий тим, що отримував пироги в обличчя у своїй дитячій телепередачі «Обід із Супі Сейлз». Однак виконавчі продюсери не захотіли виділяти кошти на оплату квитка Сейлзу на літак до місця зйомок, оскільки вважали, що глядачі не знатимуть, хто такий Сейлз.
Джоджо Клоунзілла, гігантський лідер клоунів, який з'являється в кульмінаційному моменті фільму, спочатку мав бути створений за допомогою стоп-моушн-анімації, але натомість його зобразив Чарльз Чіодо в гумовому костюмі. У оригінальному фіналі фільму Дейв був убитий під час знищення корабля Клоунів, але це було змінено після того, як глядачі під час тестових показів бажали більш оптимістичного кінця.
Для головних клоунів було виготовлено чотири форми. Одна була у формі арахісу, друга — трикутної, третя — круглої, а четверта — перевернутого трикутника. З цих чотирьох форм художники по спецефектах виготовили по парі конкретних клоунів. Клоунзілла мав власну маску, відлиту спеціально для його зовнішнього вигляду.

## Саундтрек
Музику до фільму написав Джон Массарі. Заголовна пісня «Killer Klowns» була написана та виконана американським панк-рок гуртом The Dickies і була випущена в їх альбомі Killer Klowns from Outer Space у 1988 році.

## Випуск
«Клоуни-вбивці з космосу» вийшли в США 27 травня 1988 року. Фільм був випущений на VHS та LaserDisc компанією Media Home Entertainment у 1989 році, а потім компанією MGM Home Entertainment у 2000 році як частина їхньої лінії «Midnite Movies», а також на DVD 28 серпня 2001 року. MGM випустила фільм на Blu-ray 11 вересня 2012 року.
25 травня 2013 року фільм був показаний на 35-міліметровій плівці в кінотеатрі Alamo Drafthouse у Х’юстоні, а також на 35-мм плівці в кінотеатрі Alamo Drafthouse Cinema в Йонкерсі, 20 червня 2014 року.

## Заплановані продовження
У 2012 році брати Чіодо планували випустити «ріквел» (комбінацію ремейку та сіквелу) під назвою «Повернення клоунів-вбивць із космосу в 3D». Проте розробка проєкту так і не почалася.